# Dirphia fraterna
Dirphia fraterna är en fjärilsart som beskrevs av Felder 1874. Dirphia fraterna ingår i släktet Dirphia och familjen påfågelsspinnare. Inga underarter finns listade i Catalogue of Life.